# Lise Ménage
Lise Ménage, née le 26 août 2004 à Rennes, est une coureuse cycliste professionnelle française. Elle pratique autant le cyclisme sur piste que sur route.

## Biographie
Lors de la saison 2023, elle obtient un contrat de stagiaire à partir du mois d'août auprès de la formation Cofidis. Elle signe ensuite un contrat professionnel pour les deux saisons suivantes avec la formation nordiste.
Au printemps 2024 elle devient championne de France espoir.

## Palmarès sur route

### Par années
- 2021
  - 3e du championnat de France de contre-la-montre juniors
- 2022
  - 2e du championnat de France de contre-la-montre juniors
  - 6e du championnat d'Europe sur route juniors
- 2024
  -  Championne de France espoirs
  - 3e du championnat de France de contre-la-montre espoirs

### Classements mondiaux
| Année                                 | 2023 | 2024 |
| ------------------------------------- | ---- | ---- |
| Classement UCI                        | 655e | 421e |
|                                       |      |      |
| Légende : nc = non classéSource : UCI |      |      |

## Palmarès sur piste

### Championnats nationaux
- 2021
  -  Championne de France du keirin juniors
  - 2e de la poursuite par équipes
  - 2e de l'américaine
- 2022
  -  Championne de France du scratch juniors